# Ptychovalva
Ptychovalva is een geslacht van vlinders van de familie tastermotten (Gelechiidae).

## Soorten
- P. obruta (Meyrick, 1921)
- P. trigella (Zeller, 1852)
- P. trimaculata Janse, 1960